# Théâtre national du nō
Le théâtre national du nō (国立能楽堂) ouvre ses portes à Sendagaya, arrondissement de Shibuya à Tokyo, en septembre 1983. L'auditorium compte 591 places pour des représentations de nō et de kyōgen. Il y a également une scène pour les répétitions, un espace d'exposition, une salle de conférence et une bibliothèque de référence.

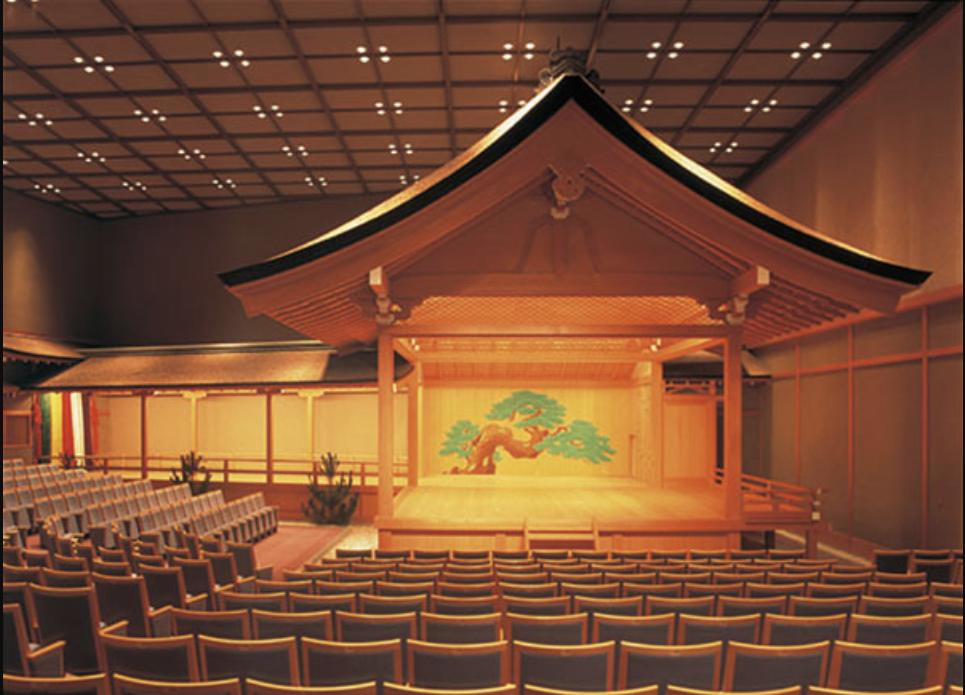
Auditorium; La scène est faite en bois de hinoki, la toile de fond est ornée d'un pin, les principaux acteurs entrent et sortent le long du passage sur le côté, tandis que le chœur et les musiciens entrent par une porte basse dans le coin droit vers l'arrière